# Wolny słuchacz
Wolny słuchacz – osoba uczestnicząca w poszczególnych zajęciach na uczelni, ale niemająca uprawnień studenta. Dawniej była to jedyna opcja, aby niektóre grupy społeczne (np. kobiety) mogły studiować.
Szczegółowe zasady statusu wolnego słuchacza ustalają uczelnie. Zwykle odbywanie studiów w charakterze wolnego słuchacza jest odpłatne.
Wolny słuchacz nie posiada pełnych uprawnień, które mają regularni studenci:
- nie otrzymuje legitymacji studenckiej i indeksu;
- potwierdzenie zdanych egzaminów i zaliczeń uzyskuje w karcie egzaminacyjnej wystawionej przez dziekanat
- nie ma prawa do:
  - świadczeń z funduszu pomocy materialnej (stypendium);
  - do korzystania ze świadczeń akademickiej służby zdrowia,
  - do ulg w opłatach za przejazdy środkami komunikacji miejskiej.

Wolnego słuchacza obowiązuje taki sam jak studenta tok studiów, jednak bez prawa do:
- powtarzania roku,
- warunkowego wpisu na podjęcie studiów na semestrze następnym,
- wznowienia studiów,
- studiowania według indywidualnego planu i programu studiów oraz indywidualnej organizacji studiów,
- urlopów długoterminowych w ciągu roku akademickiego.

Wolny słuchacz czasami po zaliczeniu pierwszego roku zostaje wpisany do rejestru studentów, składa ślubowanie i nabywa wszystkie prawa studenta wynikające ze statutu uczelni oraz regulaminu studiów.